# Jüdischer Friedhof Delmenhorst

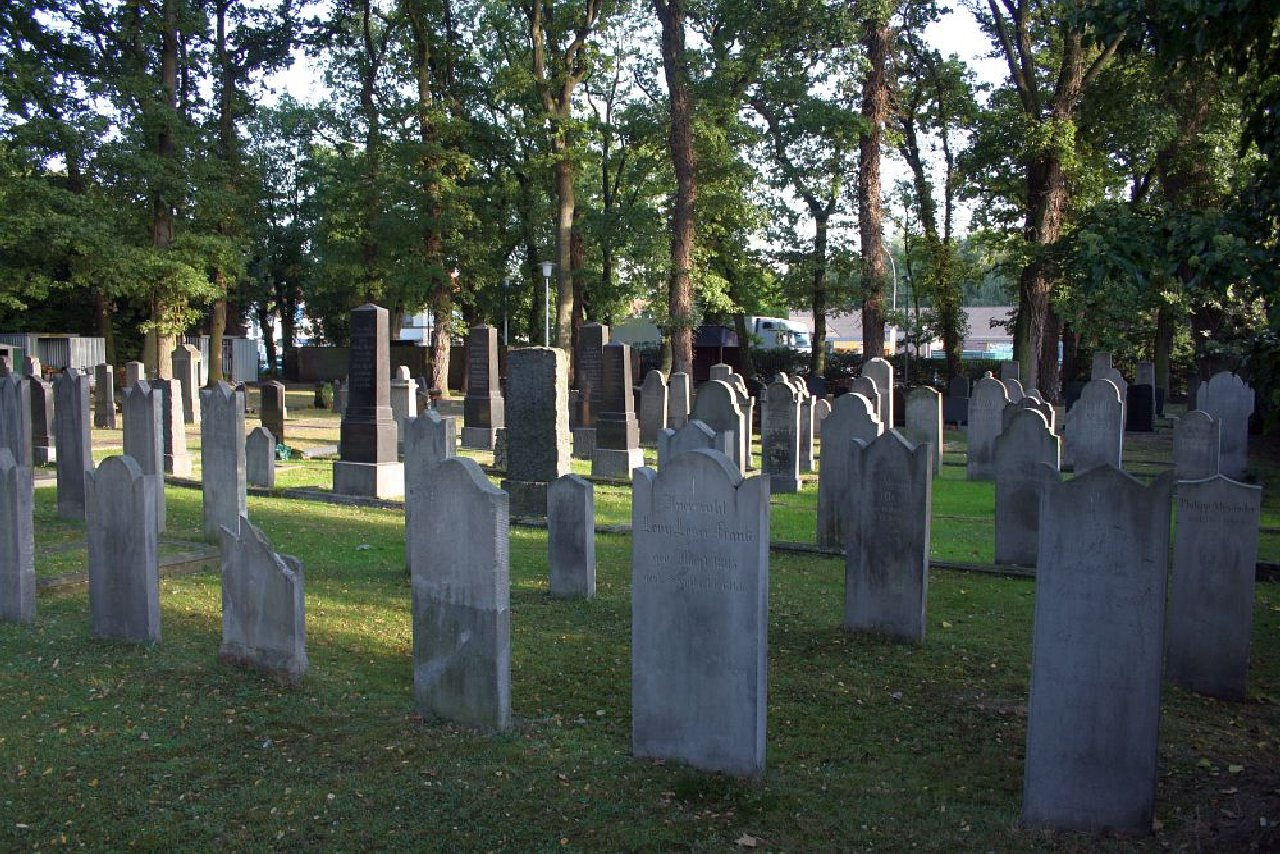
Jüdischer Friedhof Delmenhorst

Der Jüdische Friedhof Delmenhorst ist die Grabstätte von Menschen jüdischen Glaubens in Delmenhorst.

## Geschichte
Die Jüdische Gemeinde in Delmenhorst, das zum Großherzogtum Oldenburg gehörte, erwarb in der ersten Hälfte des 19. Jahrhunderts an der Syker Straße (östlich der Stadt) ein Grundstück. 1848 konnte sie dort einen eigenen Friedhof einrichten. Dieser wurde auch von Menschen jüdischen Glaubens aus Ganderkesee und Berne (bis 1895) genutzt. 1851 fand hier die erste Beerdigung statt und nach der Machtübergabe an die Nationalsozialisten die letzte 1939. Im Jahre 1997 wurde der Friedhof wieder eröffnet. Seitdem finden dort regelmäßig Bestattungen statt. Auf dem Friedhof befanden sich 2005 128 Grabsteine.
In der Nacht vom 16. auf den 17. Juni 2012 schändeten Unbekannte, vermutlich aus dem rechtsradikalen Umfeld, Grabsteine auf dem Friedhof. Mehrere Grabsteine wurden umgeworfen und mit Hakenkreuzen beschmiert. Insgesamt wurden 18 Grabstätten in Mitleidenschaft gezogen, ein Stein wurde völlig zerbrochen. Der Staatsschutz nahm Ermittlungen auf.